# Tony Bloom
Tony Bloom (Brighton, 20 maart 1970) is de eigenaar van voetbalclubs Brighton & Hove Albion en Union Sint-Gillis. Tevens is Bloom  een professioneel pokerspeler.

## Biografie
Tony Bloom is eigenaar van het Engelse gokadviesbureau Starlizard waarmee hij zijn fortuin verdiende. Sinds 2009 is Bloom de eigenaar van Brighton & Hove Albion, de voetbalclub die sinds het seizoen 2017/18 onafgebroken in de Engelse Premier League speelt. Hij werd daarmee de opvolger van Dick Knight. Sinds 2018 is hij ook mede-eigenaar van de Belgische voetbalclub Union Sint-Gillis.